# Гордейн, Фрек

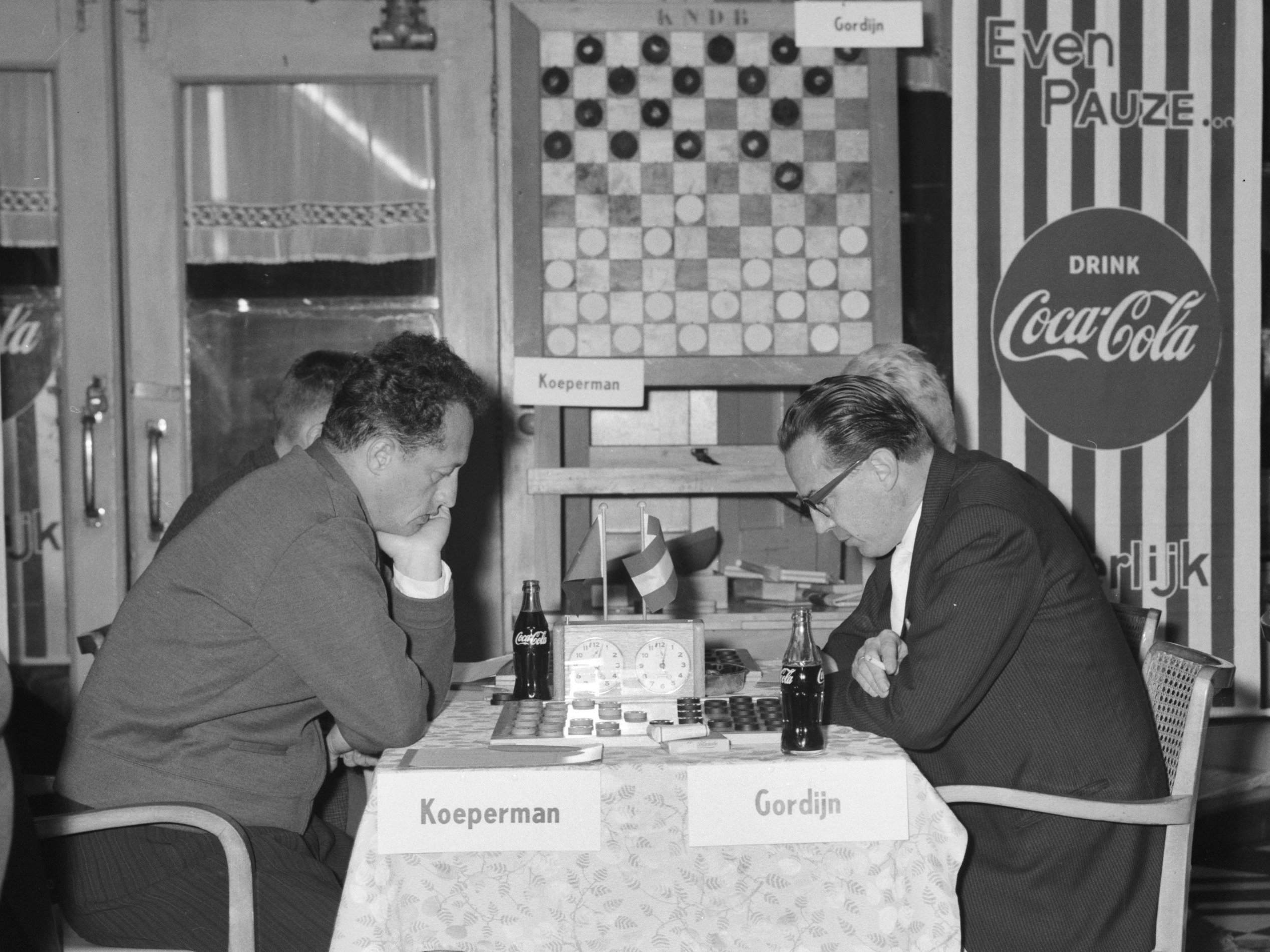
Исер Куперман - Фрек Гордейн (справа) 1960

Фрек Гордейн (нидерл. Freek Gordijn, 1920 или 1921 — 21 августа 1982, Гаага, Нидерланды) — нидерландский шашист. Чемпион Нидерландов по шашкам 1949 года. Международный мастер. Гроссмейстер Нидерландов. В турнире претендентов 1951 года занял третье место. Участник чемпионата мира 1960 года, где занял 6 место.
Умер 21 августа 1982 года в возрасте 61 года.

## Спортивные результаты
14 раз участвовал на чемпионатах Нидерландов по шашкам. Победил на дебютном чемпионате.
- NK 1949 — первое место с 22 очками в 14 партиях, Рейнир Корнелис Келлер и Герт ван Дейк заняли второе место с 20 очками.
- NK 1950 — разделил третье место с 13 очками в 11 партиях.
- NK 1951 — одиннадцатое место с 5 очками в 10 партиях.
- NK 1954 — разделил шестое место с 13 очками в 13 партиях.
- NK 1956 — поделил пятое место 15 очками в 14 партиях.
- NK 1959 — разделил 4 место с 15 очками в 13 партиях.
- NK 1960 — третье место с 18 очками в 15 партиях.
- NK 1961 — разделил третье место с 17 очками в 13 партиях.
- NK 1963 — разделил одиннадцатое место с 11 очками в 13 партиях.
- NK 1964 — 4 место с 18 очками в 15 партиях.
- NK 1965 — разделил восьмое место с 12 очками в 13 партиях.
- NK 1970 — разделил девятое место с 9 очками в 11 партиях.
- NK 1972 — разделил третье место с 12 очками в 11 партиях.
- NK 1973 — разделил четвёртое место с 15 очками в 13 партиях.

Легенда.
NK — Nederlands kampioenschap dammen, буквально Чемпионат Нидерландов по шашкам.